# Avşa
Avşa, anteriormente conhecida como Afúsia (em grego: Αφησιά; romaniz.: Aphousia) ou Ofiússa (em grego: Οφιουσσια; romaniz.: Ophioussa), é uma ilha pertencente a Turquia que localiza-se no sul do mar de Mármara, c. 18 km da cidade de Erdek. Importante ponto turístico turco, tornou-se famosa por sua cozinha, vinhedos e adegas, bem como pelo mosteiro bizantino de Myriem Ana. Tradicionalmente habitada por gregos, começou a ser abandonada a partir do século XII, tendo o processo se intensificado durante a Primeira Guerra Mundial.
Durante o período iconoclasta bizantino, em especial no reinado do imperador Teófilo (r. 829–842), a ilha foi o principal local de banimento dos iconódulos, entre eles os santos Hilário, o Novo, Macário, Simeão de Lesbos e João, o Teológico. Além deles o césar Nicéforo e seus irmãos, filhos do imperador Constantino V Coprônimo (r. 741–775), devido a suas tentativas de conspiração, foram exilados na ilha.